# 西浦站 (日本)
西浦站（日语：／ Nishiura eki */?）是位於愛知縣蒲郡市西浦町馬馬，名古屋鐵道（名鐵）的蒲郡線車站。車站編號為GN18

## 概要
此站施蒲郡市觀光地點「西浦溫泉」的玄關口。在2005年（平成17年）1月28日前，為特急和急行的停車站。以及曾經是特急「三河灣」的終點站。在「兒童之國」開設時設有在此站為終點站的急行列車。
隨著休閒活動多樣化，觀光客開始減少，乘客多為通勤和上學乘客。在日間，設有列車在此站交會。此站不可使用manaca。

## 歷史
- 1936年（昭和11年）7月24日 - 三河鳥羽站至三河鹿島站之間開業，此站啟用。
- 1998年（平成10年）6月1日 - 成為無人車站[1]。

## 車站構造
車站為一座地面車站，設有1面2線的島式月台，可進行列車交會和容納4卡車廂。另外設有側線和停泊了維護路軌車輛的留置線。車站為未引入車站集中管理系統的無人車站。車站大樓在有人車站時代已經使用。站內設有自動售票機，以對應吉良吉田至蒲郡之間的一人控制之用。車站內設有內線電話聯絡車站職員。在閘口內設有廁所。
| 月台 | 路線   | 上下行 | 方向         |
| ---- | ------ | ------ | ------------ |
| 1    | 蒲郡線 | 上り   | 吉良吉田方向 |
| 2    | 蒲郡線 | 下行   | 蒲郡方向     |

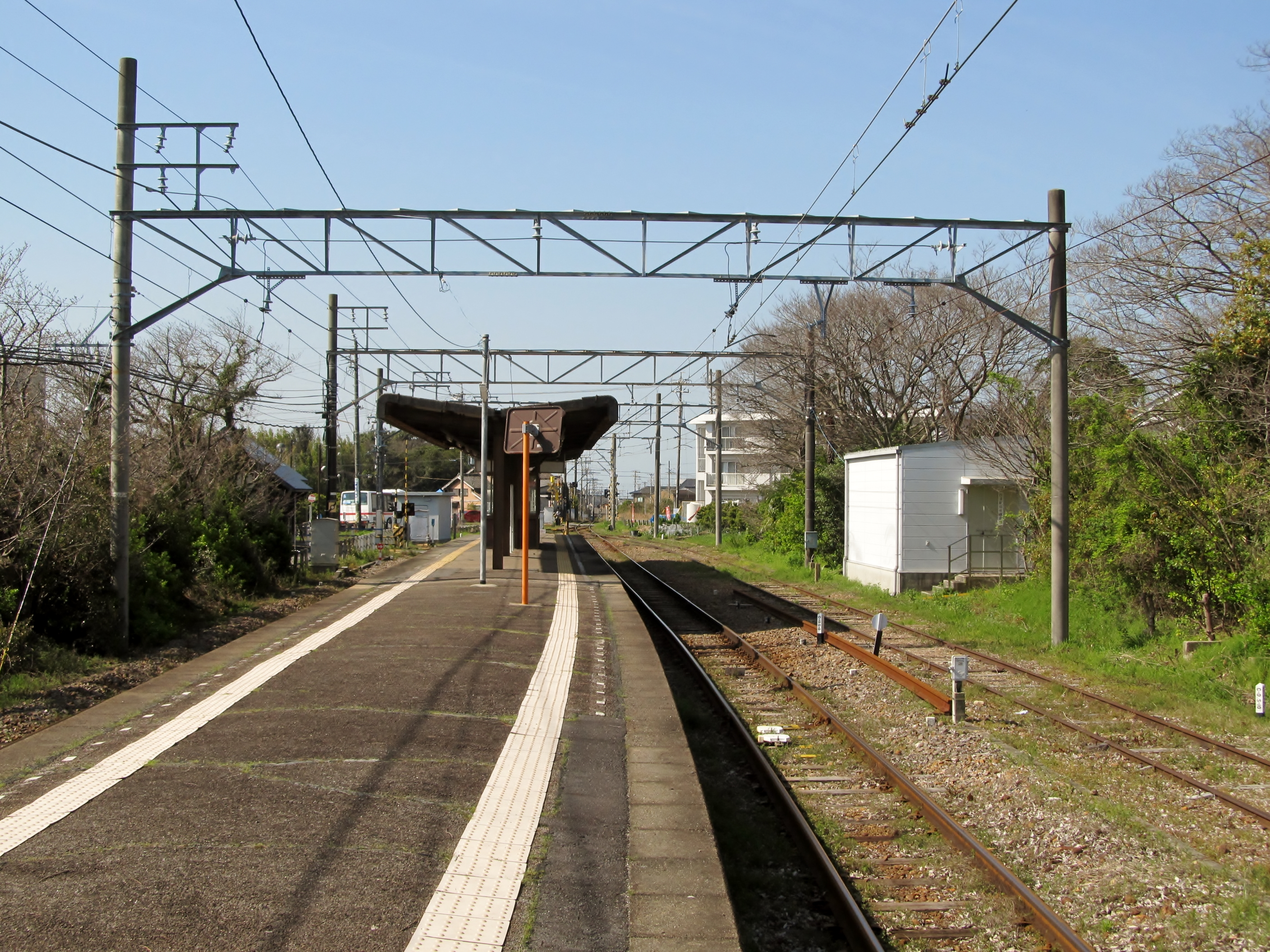
月台(2024年3月)
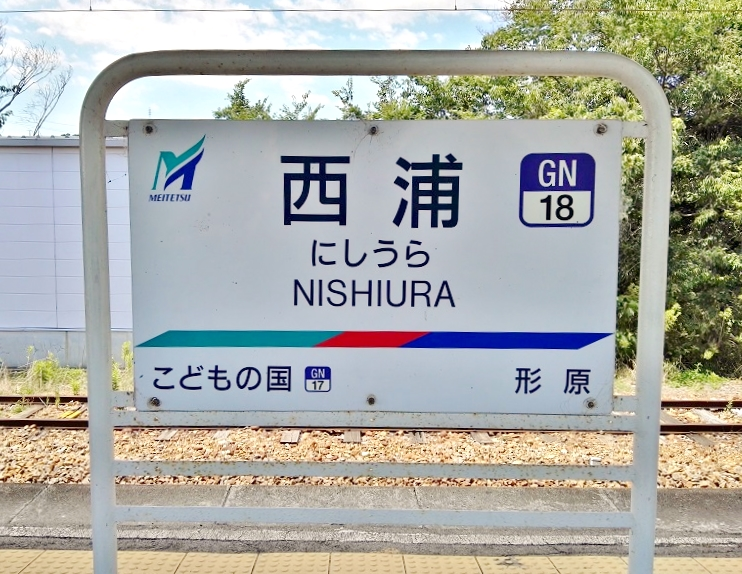
站名牌

### 配線圖
| ← 吉良吉田方向  | 西浦站 站內配線略圖 | → 蒲郡方向 |
| 图例 参考文献： |                     |            |

## 使用狀況
- 在中提及在2013年度，當時1日平均上下車人次為944人，為名鐵所有車站（275站）排名第229，西尾線、蒲郡線（23站）中排名第14[4]。
- 在中提及在1992年度，當時1日平均上下車人次為1,724人，為除岐阜市內線均一車費區間內各站（岐阜市內線、田神線、美濃町線徹明町站至琴塚站之間）外名鐵所有車站（342站）中排名第182，西尾線、蒲郡線（24站）排名第7[5]。
- 在中提及在2010年度1日平均乘車人次為494人[6]。
- 以下為近年1日平均乘車人次的列表：

| 年度   | 1日平均 乗車人員 |
| ------ | ---------------- |
| 2006年 | 546              |
| 2007年 | 528              |
| 2008年 | 526              |
| 2009年 | 494              |
| 2010年 | 494              |

## 車站周邊
- 無量寺（日语：無量寺 (蒲郡市)） - 向北方步行5分鐘
- 愛知縣道493號西浦停車場線（日语：愛知県道493号西浦停車場線）
- 愛知縣道322號深溝西浦線（日语：愛知県道322号深溝西浦線）（溫泉街道）
- 愛知縣道321號東幡豆蒲郡線（日语：愛知県道321号東幡豆蒲郡線）（幡豆街道）

## 巴士路線
- 名鐵巴士（日语：名鉄バス）：西浦站前巴士停

## 相鄰車站
名古屋鐵道
 蒲郡線
兒童之國（GN17）－西浦（GN18）－形原（GN19）

## 外部連結
- 西浦 - 名古屋鐵道